# Rantau Duku
Rantau Duku is een bestuurslaag in het regentschap Bungo van de provincie Jambi, Indonesië. Rantau Duku telt 2362 inwoners (volkstelling 2010).